# AN/APG-77
AN/APG-77 je večfunkcijski AESA radar ameriškega proizvajalca Northrop Grumman. Uporablja se na stealth lovcu 5. generacije F-22 Raptor. AN/APG-77 je t. i. LPIR radar, kar pomeni, da ga je težko zaznanti s opozorilnikom na radar. Radar je sestavljen iz 1956 oddajnih/sprejemenih modulov, vsak je velik kot list žvečilke.Največja moč radarja je okrog 20 kW, teža je okrog 553,7 kg, zaseda pa okrog 0,6 kubičnega metra prostora. AN/APG-77 je "solid state" konstrukcije, kar pomeni, da nima glibljivih delov Radar ponuja ima 120° vidno polje, tako po aizumutu in višini. Tehnologijo s tega radarja so uporabili na radarju AN/APG-81, ki se bo uporabljal na lovcu F-35 Lightning IIAPG-77 zelo cenijo piloti, ki so prešli z F-15 po uvedbi F-22 leta 2005, kar je zagotovilo ogromno izboljšanje zavedanja situacije. APG-77 ima neverjetno hiter čas skeniranja v svojem 120-stopinjskem vidnem polju in lahko zazna letala z več kot 320 milj (515 km) oddaljenosti. Sam sistem AN/APG-77 ima zelo nizek radarski presek, kar podpira prikrito zasnovo F-22. Nadgrajeni APG-77(V)1 ima lahko še večji doseg. Velik del tehnologije, razvite za APG-77, je bil uporabljen v radarju AN/APG-81 za F-35 Lightning II.